# Kuwait ai Giochi della XXVII Olimpiade
Il Kuwait partecipò ai Giochi della XXVII Olimpiade, svoltisi a Sydney, Australia, dal 15 settembre al 1º ottobre 2000, con una delegazione di 29 atleti impegnati in sei discipline.

## Medaglie
| Medaglia | Nome              | Sport | Evento          |
| -------- | ----------------- | ----- | --------------- |
| Bronzo   | Fehaid Al-Deehani | Tiro  | Torneo maschile |

## Risultati

### Calcio
- Uomini

| Atleta | Classifica |                   |
| --- | --- | ----------------- |
| V · D · M Nazionale olimpica kuwaitiana · Calcio ai Giochi Olimpici Estivi 2000 1 Kankone · 2 Al-Omran · 3 Mubarak · 4 Najem · 5 Husan · 6 Al-Humaidan · 7 Al-Anezi · 8 Al-Othman · 9 Abdullah · 10 Laheeb · 11 Saihan · 12 Al-Tayyar · 13 Salman · 14 Al-Mutairi · 15 Al-Buraiki · 16 Zayed · 17 Al-Kandari · 18 Al-Khaldi · CT : Avramović | 12° |                   |
| Nazionale olimpica kuwaitiana · Calcio ai Giochi Olimpici Estivi 2000 | |                   |
| 1 Kankone · 2 Al-Omran · 3 Mubarak · 4 Najem · 5 Husan · 6 Al-Humaidan · 7 Al-Anezi · 8 Al-Othman · 9 Abdullah · 10 Laheeb · 11 Saihan · 12 Al-Tayyar · 13 Salman · 14 Al-Mutairi · 15 Al-Buraiki · 16 Zayed · 17 Al-Kandari · 18 Al-Khaldi · CT: Avramović                                                                                  | 1 Kankone · 2 Al-Omran · 3 Mubarak · 4 Najem · 5 Husan · 6 Al-Humaidan · 7 Al-Anezi · 8 Al-Othman · 9 Abdullah · 10 Laheeb · 11 Saihan · 12 Al-Tayyar · 13 Salman · 14 Al-Mutairi · 15 Al-Buraiki · 16 Zayed · 17 Al-Kandari · 18 Al-Khaldi · CT: Avramović | Kuwait (bandiera) |